# مین جنوبی
مین جنوبی (چینی ساده: 闽南语; چینی سنتی: 閩南語; به معنای «زبان جنوب فوجیان») یکی از زیرگروه‌های چینی مین است که عمدتاً در جزیره تایوان و جنوب فوجیان و شرق گوانگدونگ و هاینان و جنوب چجیانگ صحبت می‌شود. حدود ۵۰ میلیون این زبان را صحبت می‌کنند. این زبان‌ها گاه به عنوان هاکین-تایوانی که بزرگترین زیرگروه آن است نیز شناخته می‌شوند.